# برویه (یمن)
 بروره  به عربی ( البروره )، روستایی است در دهستان بَنی مطر از توابع استان استان صَنعاء در کشور یمن در شبه جزیره عربستان.

## جمعیت
جمعیت آن (۹۸ ) نفر (۱۲ خانوار) می‌باشد.